# لغة تعريف البيانات
لغة تعريف البيانات (بالإنجليزية: Data Definition Language DDL) هي مجموعة من الكلمات المحجوزة التي تقوم بإدارة الكائنات في قاعدة البيانات سواء بالإنشاء أو التعديل أو الحذف وتشتمل هذه المجموعة على الكلمات المحجوزة التالية:
- ALTER DATABASE
- ALTER TABLE
- CREATE DATABASE
- CREATE INDEX
- CREATE TABLE
- DROP DATABASE
- DROP INDEX
- DROP TABLE
- RENAME TABLE

لتقف على "لغة تعريف البيانات DDL هي لغة المستخدمة لتعريف بنية البيانات ضمن قاعدة بيانات. ويعتبر عادة أن تكون مجموعة فرعية من SQL، لغة الاستعلام الهيكلية، ولكن يمكن أن يشير أيضا إلى اللغات التي تحدد أنواع أخرى من البيانات.
لغة تعريف البيانات لديها بناء جملة محددة مسبقا لوصف البيانات. على سبيل المثال لإنشاء جدول جديد باستخدام SQL لغوى ويتم استخدام الأمر CREATE، تليها المعلمات للحصول على اسم الجدول وتعريفات العمود. يمكن للDDL أيضا تحديد اسم كل عمود ونوع البيانات المرتبطة بها. مرة واحدة يتم إنشاء ألجدول يمكن تعديله باستخدام الأمر ALTER. إذا لم تعد هناك حاجة ألجدول فإن الأمر DROP حذف الجدول.
منذ DDL هو مجموعة فرعية من SQL، فإنه لا تشمل جميع أوامر SQL ممكن. على سبيل المثال تعتبر أوامر مثل SELECT INSERT وجزء من لغة معالجة البيانات (DML)، في حين وصول الأوامر مثل الاتصال وتنفذ هي جزء من لغة تحكم البيانات (DML). بطبيعة الحال إذا كنت تعمل مع قاعدة بيانات ومعرفة أسماء كل لغة ليست مهمة طالما كنت تعرف الجملة الصحيح.